# Frederick Gale Ruffner Jr.
Frederick Gale Ruffner Jr. (Akron, 26 agosto 1926 – Detroit, 12 agosto 2014) è stato un editore statunitense.

## Biografia
Arruolatosi a 17 anni nell'Esercito degli Stati Uniti, combatté a Saipan e a Okinawa durante la seconda guerra mondiale. Rientrato dal conflitto, iniziò a lavorare come ricercatore di mercato alla General Detroit Corporation, azienda produttrice di estintori e camion per i Vigili del Fuoco americani, attiva dagli anni '30 agli anni '50.
Nel 1954 decise di fondare la casa editrice Gale Research. Le prime pubblicazioni furono il National Directory of Rack Jobbers, elenco nazionale dei produttori e intermediari che avevano accordi commerciali con la piccola distribuzione, e il National Directory of Trading Stamp Houses, elenco dei produttori di bollini punti dei programmi fedeltà presenti nella distribuzione statunitense.
Nel 1985 Ruffner cedette Gale research al futuro gruppo Thomson Corporation, per fondare col figlio Peter la casa editrice Omnigraphics, anch'essa con sede a Detroit, nel Michigan. e l'anno seguente l'Associazione dei Paesaggi Letterari ( Literary Landmarks Association), nata allo scopo di identificare i siti geografici collegati agli eventi e ai personaggi più emblematici della letteratura inglese. Nel 1987 divenne membro onorario dell'Associazione delle Biblioteche Americane, mentre per suoi meriti di guerra ricevette la Medaglia di Bronzo e la Combat Infantryman Badge.
Morì il 12 agosto 2014, all'età di 87 anni.

### LaGale Research
L'opera più venduta fu l'Enciclopedia delle Associazioni (Encyclopedia of Associations), pubblicata per la prima volta nel 1956 col titolo di Encyclopedia of American Associations. Al 2019, raccoglie i dati di più di 20.000 associazioni, società e organizzazioni con sede negli Stati Uniti. Citata in più di 140 pubblicazioni accademiche, da essa sono stati pubblicati gli estratti dal titolo Organized Obsessions e la Gale Encyclopedia of Business and Professional Associations.
Altre pubblicazioni importanti furono:
- l'Acronyms, Initialisms & Abbreviations Dictionary: già titolo di una rivista pubblicata dai primi del '900[17], è una raccolta in una serie di tre volumi, pubblicata prima del '78 dalla Gale Research Co.[18] e in seguito dalla Thomson Gale;
- il Contemporary authors, un catalogo biografico di oltre 120.000 autori di lingua inglese, aggiornato annualmente e premiato nel 1985 dall'American Library Association come il più autevole indice bibliografico dei precedenti 25 anni precedenti.[19]
- il Dictionary of Literary Biography: dizionario biografico specialistico delle letteratura statunitense e britannica, che al 2006 contava 13.500 biografie di scrittori, giornalisti, editori e bibliofili, raccolte in 375 volumi illustrati da immagini e fotografie, dei quali 23 annuari e 45 documentali. L'85% delle pagine è da allora disponibile in rete. Le schede biografiche presentano informazioni anagrafica come data e luogo di nascita e morte, i titoli delle opere e una lista di collegamenti esterni a siti web per approfondimento.[20][21][22]